# Arthur Kriström
Olof Arthur Kriström, född 4 april 1889 i Alnö församling i Västernorrlands län, död 17 maj 1964 i Tegs församling i Västerbottens län, var en svensk målare.
Han var son till livförsäkringsinspektören Olof Alfred Kriström och Maria Wilhelmina Grahn samt gift 1919 med Lilly Emilia Forsberg. Han studerade vid Tekniska skolan i Umeå och bedrev omfattande självstudier i konst i Stockholm och under en vistelse i London 1916. Separat ställde han ut i bland annat Umeå, Lycksele, Vilhelmina samt på Holmquists konstsalong i Stockholm. Han medverkade i ett flertal länsutställningar i Umeå och var representerad i Lappmarksutställningen som visades i Lycksele. Hans konst består av djurmotiv, marinmålningar, stilleben och landskapsskildringar från Norrland utförda i olja. 